# 2023년 LG 트윈스 시즌
2023년 LG 트윈스 시즌은 LG 트윈스가 KBO 리그에 참가한 34번째 시즌으로, MBC 청룡 시절까지 합하면 42번째 시즌이다. 염경엽 감독이 팀을 이끈 1번째 시즌이며, 주장은 유격수인 오지환이 맡았다. 팀은 10팀 중 정규 시즌 1위에 올라 5년 연속으로 포스트시즌에 진출했다. 한국시리즈에 오른 것은 2002년 이후 21년 만이고, 정규 시즌 1위에 올라 한국시리즈에 직행한 것은 1994년 이후 29년 만이다. 이후 한국시리즈에서 kt 위즈를 4승 1패로 꺾고 29년 만의 통합 우승을 달성했다.

## 타이틀
- 항저우 아시안 게임 우승: 최일언(코치), 고우석, 문보경, 정우영
- 아시아 프로야구 챔피언십 준우승: 최일언(코치)
- 월드 베이스볼 클래식 국가대표: 김민호(코치), 정우영, 고우석, 김윤식, 오지환, 박해민, 김현수
- 아시아 야구 선수권 대회 동메달: 김성우, 김범석
- 아시아 야구 선수권 대회 올스타팀: 김범석 (지명타자)
- KBO 골든글러브: 오스틴 (1루수), 오지환 (유격수), 홍창기 (외야수)
- 스포츠서울 올해의 수비: 박해민
- 한국시리즈 MVP: 오지환
- KBO 수비상: 오지환 (유격수), 박해민 (중견수), 홍창기 (우익수)
- KBO 골든포토상: 오지환
- 일구상 최고투수상: 임찬규
- 일구상 프로지도자상: 이호준
- 리얼글러브: 박해민 (외야수), 홍창기 (외야수), 박동원 (포수)
- 리얼글러브 넷마블 리얼스타: 홍창기
- 리얼글러브 베스트 키스톤콤비: 오지환, 신민재
- 조아제약 프로야구대상 대상: 오지환
- 조아제약 프로야구대상 감독상: 염경엽
- 조아제약 프로야구대상 프런트상: LG 트윈스 프런트
- 조아제약 프로야구대상 포토제닉상: 박해민
- 스포츠서울 올해의 수비상: 박해민
- 스포츠서울 올해의 성취상: 신민재
- 스포츠서울 올해의 감독상: 염경엽
- 스포츠서울 올해의 코치상: 이호준
- 스포츠서울 올해의 프런트상: LG 트윈스 프런트
- 웰컴톱랭킹 4월 타자 1위: 오스틴
- 웰컴톱랭킹 5월 타자 1위: 박동원
- 웰컴톱랭킹 9월 타자 1위: 홍창기
- 업비트 위클리 베스트 라인업 결산: 오스틴 (1루수), 오지환 (유격수)
- 한국갤럽 선정 가장 좋아하는 한국인 야구선수 9위: 김현수
- 한국대학스포츠협의회 선정 대학야구 출신 올스타: 박용택 (좌익수), 이병규 (중견수)
- 한국대학스포츠협의회 선정 단국대학교 출신 올스타: 최훈재 (1루수), 이병규 (중견수)
- 올스타 선발: 고우석 (마무리투수), 박동원 (포수)
- 올스타 추천선수: 박명근, 오지환, 오스틴, 김현수, 김진성[1]
- 9UP 프로야구 탑클래스 카드: 김태원
- 타자 WAR: 홍창기 (6.67)
- 수비 WAR: 홍창기 (0.93)
- 출장(타자): 박해민 (144)
- 출장(야수): 박해민 (142)
- 선발 출전(야수): 박해민 (136)
- 타석: 홍창기 (643)
- 실질타석: 홍창기 (638)
- 득점: 홍창기 (109)
- 볼넷: 홍창기 (88)
- 희생타: 박해민 (24)
- 출루율: 홍창기 (0.444)
- 출장(투수): 김진성 (80)
- 구원등판: 김진성 (80)
- 올스타전 홈런레이스 비거리상: 박동원 (130m)
- 멀티히트: 홍창기 (58)
- 결승타: 오스틴 (15)
- BB/K: 문성주 (1.97)
- 터프세이브: 고우석 (5)
- 수비이닝: 박해민 (1187.2)
- 견제 아웃: 박동원 (4)
- 풋아웃: 오스틴 (832)

### 퓨처스리그
- 리얼글러브 퓨처스리그: 김주성, 김성진, 성의준
- 퓨처스 올스타전 MVP: 김범석
- 퓨처스 올스타: 성재헌, 조원태, 김성우, 이주형, 김범석
- 북부리그 타수: 김성진 (273)
- 북부리그 2루타: 김성진 (18)
- 다승: 이상영 (9)
- 북부리그 세이브: 성동현 (10)
- 홀드: 최성훈 (10)

## 선수단
- 선발투수: 플럿코, 켈리, 임찬규, 김윤식, 이지강, 이민호, 손주영, 강효종, 최원태
- 구원투수: 함덕주, 김진성, 백승현, 유영찬, 이정용, 이우찬, 최동환, 이상규, 이상영, 송은범, 윤호솔, 김영준, 진해수, 김동규, 배재준, 오석주, 김대현, 최성훈, 박명근, 정우영
- 마무리투수: 고우석, 송승기, 채원후, 성동현
- 포수: 박동원, 전준호, 허도환, 김기연
- 1루수: 오스틴, 김범석, 정주현
- 2루수: 김민성, 신민재, 서건창
- 유격수: 오지환, 김주성, 송대현, 손호영
- 3루수: 문보경
- 좌익수: 문성주, 이재원, 이천웅, 이주형
- 중견수: 박해민, 최승민
- 우익수: 홍창기, 안익훈
- 지명타자: 김현수, 송찬의

## 여담
- 최성훈은 2015년 이후 KBO 시범경기 사상 최초로 통산 10홀드를 달성했다.
- 김영준은 4월 12일 롯데 자이언츠와의 경기에서 구원 등판해 0.1이닝 1실점을 기록한 것이 이 시즌의 유일한 등판이었으나 해당 경기에서 구원승을 따내 KBO 리그 역대 단일 시즌 승리 경험 투수 중 최소 이닝, 최고 평균자책점(27.00)을 기록한 선수가 되었다.
- 김현수는 KBO 리그 사상 최초로 희생플라이 통산 100개를 친 선수가 되었다.
- 최성훈은 이 시즌 평균자책점 15.00에 그쳤으나, 10월 5일 롯데 자이언츠와의 경기에서 세이브를 기록함에 따라 KBO 리그 역대 단일 시즌 1세이브라도 기록한 선수 중 가장 높은 평균자책점을 기록한 선수가 되었다.
- 김민성은 이 시즌에 내야 유틸리티 플레이어로 뛰며 단일시즌 내야 전 포지션(1루수, 2루수, 유격수, 3루수)에서 수비이닝 100이닝을 넘긴 KBO 리그 역대 최초의 선수가 되었다.
- 임찬규는 퀄리티 스타트에 실패하고도 얻은 승리가 총 5승으로 2013년 이후 KBO 리그 역대 단일 시즌 최다 기록을 세웠다.
- 임찬규는 퀵 후크 14회로 2013년 이후 규정 이닝을 채운 투수 중 KBO 리그 단일 시즌 최다 기록을 세웠다.
- 홍창기는 2루 도루 실패 22회, 좌투수 상대 도루 실패 10회로 2013년 이후 단일 시즌 최다 기록을 세웠다.
- 신민재는 3루 도루 실패 4회로 2013년 이후 단일 시즌 최다 기록을 세웠다.
- 홍창기는 주루 기회 316회로 2013년 이후 KBO 리그에서 단일 시즌 주루 기회를 가장 많이 창출했다.
- 홍창기는 2013년 이후 단일 시즌에 타자 주자 땅볼 시 1루에서 2루로, 2루에서 3루로 가장 많이 진루한 타자가 되었다.
- 홍창기는 추가 진루에 총 128번 성공하여 2013년 이후 단일 시즌 최다 기록을 세웠다.
- 팀은 KBO 퓨처스 교육리그에 참가한 6개 팀 중 가장 높은 승률을 기록했다.
- 정주현은 이 시즌을 끝으로 은퇴하여 2013년 이후 KBO 리그에서 가장 많은 외야 보살(134)을 기록한 선수가 되었다.
- 박명근은 이 시즌까지 통산 7블론, 4블론홀드, 2터프블론세이브, 4터프블론홀드로 2013년 이후 KBO 리그 10대 투수 최다 기록을 세웠다.
- 당시 만 19세였던 김범석은 포스트시즌에서 1타수 1안타를 기록해 단일 포스트시즌 타율 1.000을 기록한 KBO 리그 최초의 10대 타자가 되었다.

## 같이 보기
- 2024년 LG 트윈스 시즌